# Laff-A-Lympics
Laff-A-Lympics, no Brasil como Ho-Ho-Límpicos foi uma série de desenho animado estadunidense para comédia e esporte, produzido pela Hanna-Barbera.  Que faz um encontro de personagens clássicos em uma disputa esportiva por equipes, similar às Olimpíadas. Esse desenho foi um grande sucesso, com duas temporadas (16 episódios entre 1977-78, e mais oito entre 1978-79). Com sua redublagem na década de 1990, o desenho recebeu grandes elogios, sendo transmitido no Brasil pela Rede Globo em 1978, 1979 e 1980, no Cartoon Network em 1993 a 1997 (especiais de meio de ano, Olimpíadas, até 2003), no Boomerang em 2005 e 2006 e atualmente no Tooncast

## Formato
As competições esportivas sempre eram cômicas e variantes dos Jogos Olímpicos. Cada episódio se passava em uma cidade diferente, até mesmo no Polo Norte e na Lua.
Todo episódio também era apresentado por um narrador e comentado por repórteres (Leão da Montanha e Lobo Bobo).
Alguns personagens famosos que não competiam também faziam parte de alguns episódios como convidados especiais.
Dois times eram formados por personagens "do bem", Os Assombrados ("The Scooby Doobies") e Os Abelhudos ("The Yogi Yahooeys") que acabavam se ajudando, muitas vezes. Além destes, existia o time "do mal", Os Rabugentos ("The Really Rottens"), que sempre tentavam burlar alguma regra.

## Prêmios do desenho
Maior número de personagens de sucesso num único desenho (1978)
Maior audiência de desenho na TV aberta Brasileira* (1979)
Melhor desenho da TV fechada (1995)
Legenda
- (1978,foi ultrapassado apenas por Cavaleiros do Zodíaco em 1988 e Pokémon em 1999)

Versão brasileira: Herbert Richers / RJ / Dublavideo / SP (anos 1990)

## Personagens

### Repórteres
- Leão da Montanha
- Lobo Bobo (de um segmento de Turma da Gatolândia)

### Os Abelhudos
Equipe laranja, liderada por Zé Colméia.
- Zé Colméia
- Catatau(Zé Colméia)
- Cindy (Zé Colméia)
- Dom Pixote
- Pepe Legal
- Olho-Vivo (Olho-Vivo e Faro Fino)
- Faro Fino (Olho-Vivo e Faro Fino)
- Bibo Pai (Bibo Pai e Bóbi Filho)
- Bóbi Filho (Bibo Pai e Bóbi Filho)
- Wally Gator
- João Grandão
- Pato Doodle

### Os Assombrados
Equipe azul, liderada por Scooby Doo. 
- Scooby Doo
- Salsicha (Scooby-Doo)
- Scooby-Dão (Scooby-Doo)
- Capitão Caverna
- As Panterinhas: Brenda, Dee Dee, e  Taffy (Capitão Caverna)
- Bionicão
- Falcão Azul
- Speed Buggy
- Tinker (Speed Buggy)
- Hong Kong Fu
- Babu (Jeannie)

### Os Rabugentos
O time vilanesco verde, liderados por Rabugento, o cão detetive.
- Rabugento (parece com Muttley)
- Barão Negro (parece Dick Vigarista)
- Os Irmãos Dalton (Pepe Legal)
- Daisy Confusão (caipira baseada na tirinha Li'l Abner)
- O Grande Phoodoo (um mago desastrado) e seu coelho
- The Creepleys (inspirados nos vizinhos de Os Flintstones, baseados na Família Monstro)
- Orful Octopus (versão má da Lula Lelé)